# 柏梓镇 (盐亭县)
柏梓镇，是中华人民共和国四川省绵阳市盐亭县曾经下辖的一个镇。2019年12月，撤销柏梓镇，将其所属行政区域划归岐伯镇管辖。

## 行政区划
柏梓镇撤销前下辖以下地区：
榆龙社区、中心村、白鹤村、同心村、三合村、高埝村、三元村、八角村、乐阳村、峰岭村、长鱼村、青山村、云龙村、鲁家村、龙顾村、镇江村、川石村和麟亭村。